# چارلز لنوکس، چهارمین دوک ریچموند
چارلز لنوکس، چهارمین دوک ریچموند (انگلیسی: Charles Lennox, 4th Duke of Richmond; ۹ december ۱۷۶۴ – ۲۸ اوت ۱۸۱۹) نظامی و سیاست‌مدار اهل پادشاهی متحد بریتانیای کبیر و ایرلند بود. وی همچنین برندهٔ جوایزی همچون نشان بند جوراب شده‌است.